# جوي بوند
جوي بوند (بالرومانية: Joey Bond)‏ هو فنان قتالي وموسيقي ومذيع ومؤلف روماني، ولد في 30 مارس 1948 في سيبيو في رومانيا.

## وصلات خارجية
- جوي بوند على موقع ميوزك برينز (الإنجليزية)